# ハルザキヤマガラシ

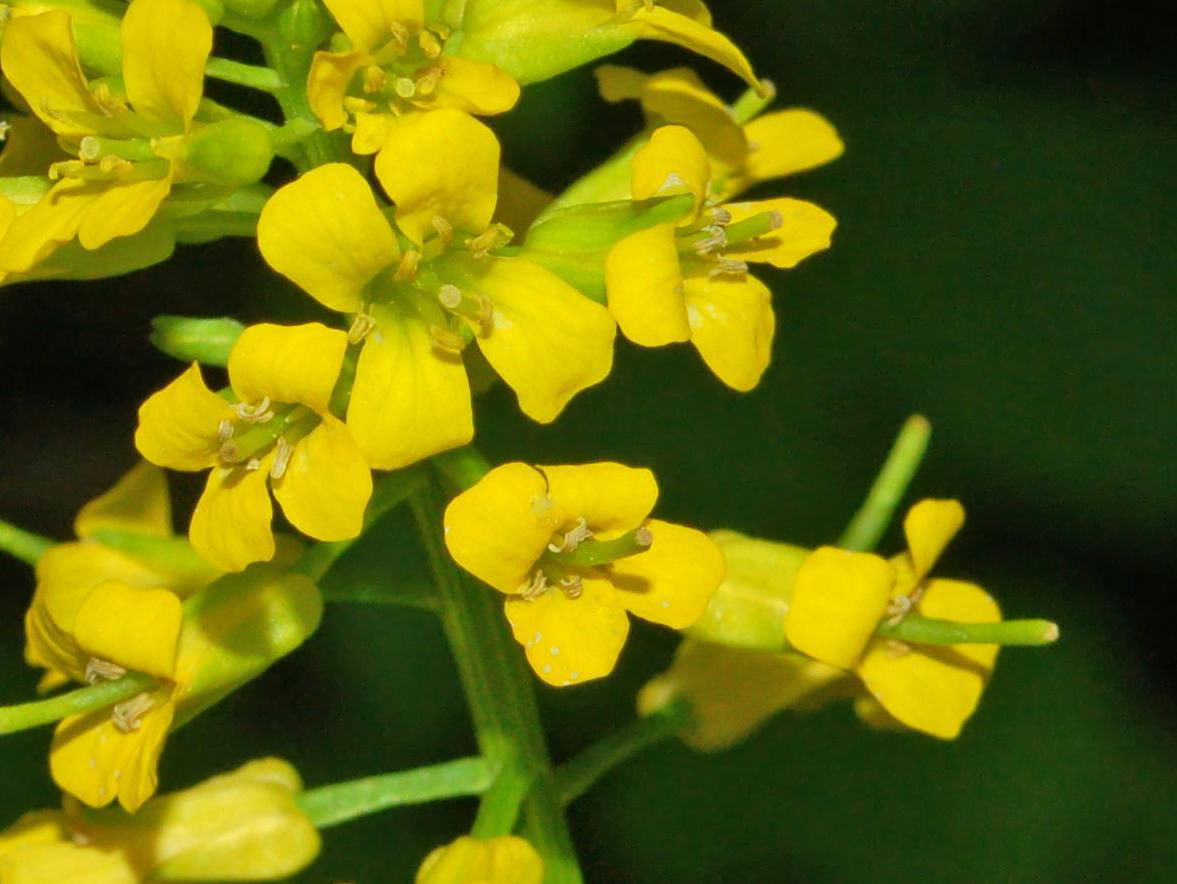
花

ハルザキヤマガラシ（春咲山芥子、学名：Barbarea vulgaris）は、ヨーロッパに自生する二年生植物である。フユガラシとも呼ばれる。

## 分布
ヨーロッパ全域を原産地とする。北アフリカ、オセアニア、北アメリカ、アジア（日本を含む）で雑草として帰化している。

## 特徴
草丈は20-90cm。羽状に切れ込みのある葉は艶のある緑色で、茎の周りにロゼット型につく。黄色い花は、密度の濃い集合体となって5月から10月頃に葉の先に咲く。
この植物はもともとある種の害虫に対する抵抗性を持っている。コナガに対しては、この抵抗性はサポニンに依る。その他の化学物質としては、グルコシノレート、グルコバルバリンやモンシロチョウを引き寄せるグルコブラッシシン等が含まれている。この緯度の地方で、春を明るくする植物の1つであると言われている。
ヤマガラシ、フユガラシとの名のとおり、辛味があって食用となる。味はクレソンに似ており、使用方法も同様である。

## 外来種問題
日本では1960年にムギ類に混入することで導入され、群馬県神津牧場にて野生化が確認された。現在では日本各地に定着している。在来種の植物を駆逐する恐れがあるため、自然度の高い国定公園などでは駆除が実施されている。
外来生物法にもとづいて要注意外来生物に指定されているほか、日本生態学会によって日本の侵略的外来種ワースト100に選定されている。